# Kacanka (rzeka)
Kacanka – rzeka, prawostronny dopływ Koprzywianki o długości 34,89 km i szerokości 3–8 m. 

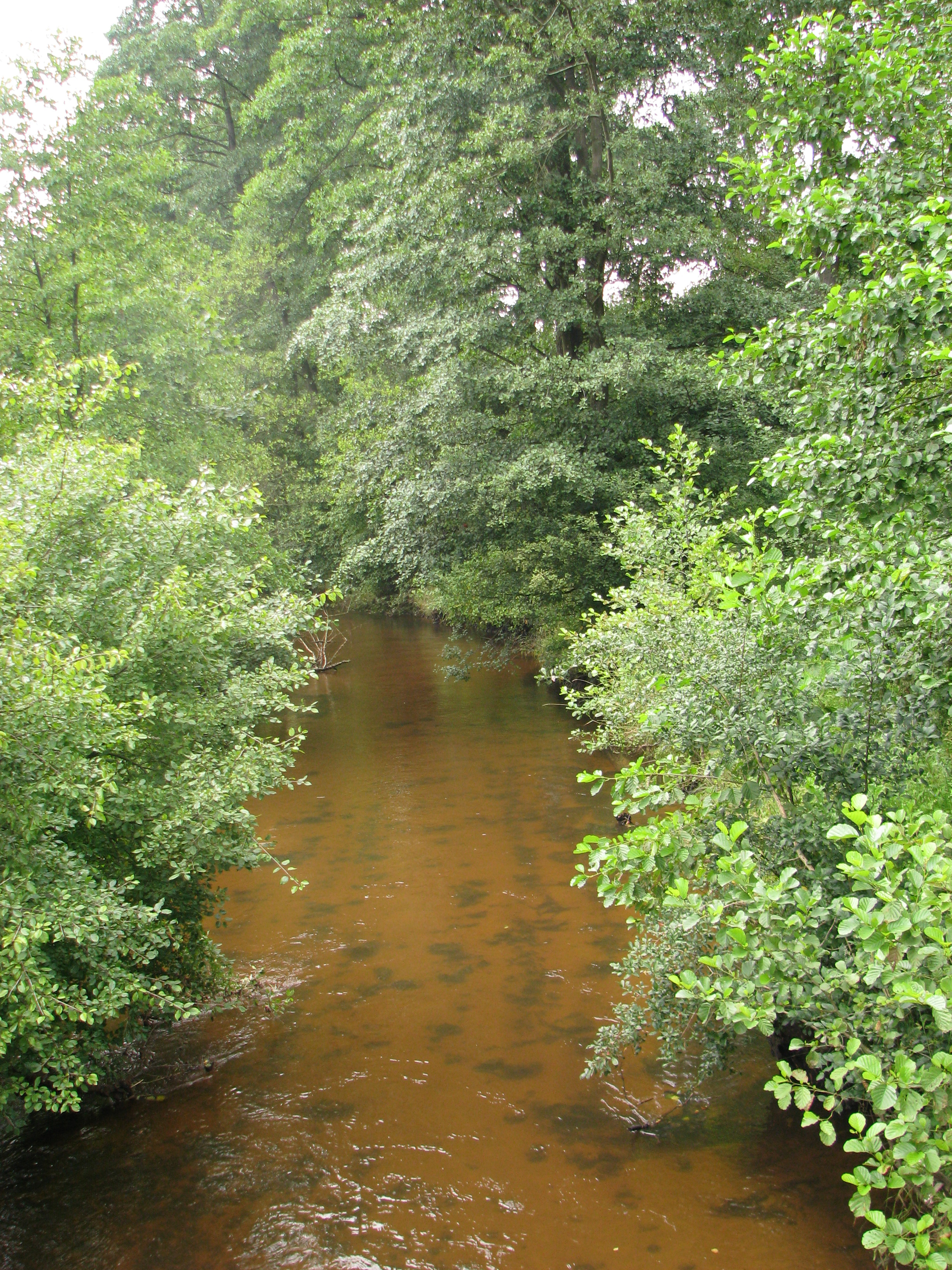
Kacanka w Wiązownicy-Kolonii

Nad Kacanką leżą: Wierzbka, Malkowice, Wola Malkowska, Mostki, Wiśniowa, Wola Wiśniowska, Czajków Północny i Południowy, Wiązownica Duża, Mała oraz Kolonia, Bukowa Królewice oraz Bazów. W Bazowie rzeka uchodzi do Koprzywianki.
Rzeka jest dobrym łowiskiem. Można w niej łowić pstrągi, okonie, karasie i płotki.